# ۵۱۱ (قمری)
۵۱۱ (قمری)، پانصد و یازدهمین سال در گاهشماری هجری قمری است. اول محرم این سال برابر با دوازدهم مه سال ۱۱۱۷ میلادی است.